# Placa de les Pioneer

Placa de la Pioneer 10

La placa de la Pioneer és un tros d'alumini i or ubicat a les naus espacials Pioneer 10 i Pioneer 11 que porta inscrit un missatge gràfic susceptible d'ésser desxifrat per una altra civilització amb coneixements mínims similars als humans actuals.
Les sondes espacials Pioneer 10 i 11 van ser unes de les primeres sondes del programa d'exploració espacial de la NASA. La sonda Pioneer 10 va ser llançada des de Cap Canyaveral el 2 de març de 1972 i la Pioner 11 el 5 d'abril de 1973 des del mateix lloc.
La missió de les Pioneer era explorar els planetes gegants (Júpiter i Saturn) del sistema solar i també establir contacte amb civilitzacions extraterrestres per al qual se'ls han instal·lat sengles plaques inscrites amb un missatge simbòlic informant a una possible civilització extraterrestre, que pogués interceptar les sondes, sobre l'ésser humà i el seu lloc de procedència, la Terra; una espècie de "missatge en una ampolla" interestelar. En elles apareixen:

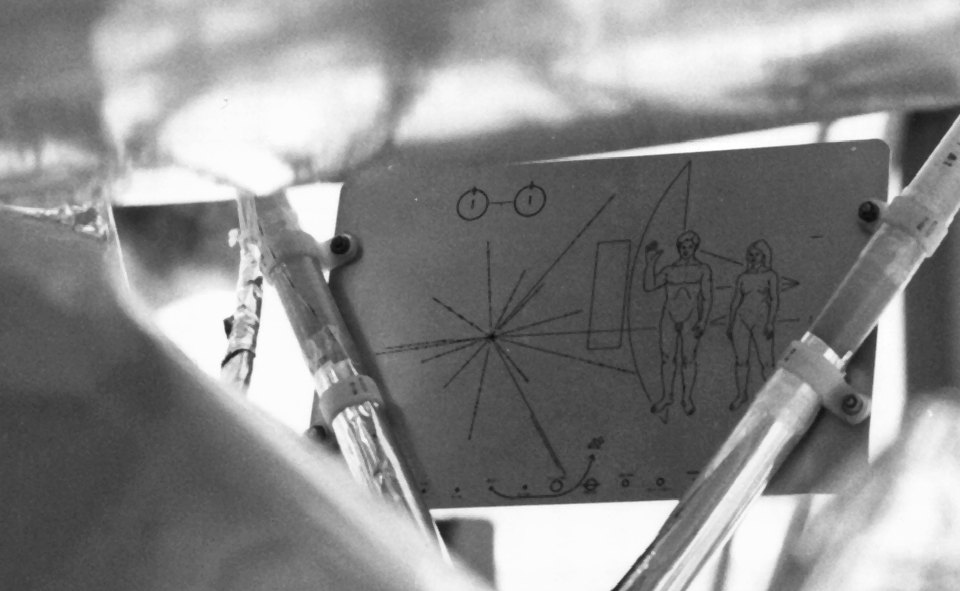
La placa muntada a la sonda Pioneer 10

- A la dreta, la imatge de la sonda amb l'única finalitat de donar proporció a les dues figures humanes dibuixades davant, una de femenina i una altra de masculina.
- A l'esquerra, un feix de línies que parteixen radialment d'un mateix punt. Aquest punt és el planeta Terra, les línies indiquen la direcció dels púlsars més significatius propers al nostre sistema solar i a cada un, en sistema de numeració binari, que és la seqüència de polsos de cada un. Aquest apartat constitueix la nostra "adreça" dins l'univers. Una civilització tècnicament avançada, amb coneixement dels púlsars, podria interpretar les plaques.
- A la part inferior es representa un esquema del sistema solar, amb els planetes ordenats segons la seva distància al Sol i amb una indicació de la ruta inicial de les Pioneer.
- L'esquema situat a la part superior esquerra de la placa, representa una inversió en la direcció de l'electró d'espín en un àtom d'hidrogen, l'element més abundant a l'univers. Aquesta transició provoca una ona de radi de 21 centímetres.

Les plaques van ser dissenyades pels astrònoms nord-americans Carl Sagan i per Frank Drake, i dibuixades per Linda Salzman Sagan. De fet, va ser el mateix Sagan qui va convèncer la NASA perquè la Pioneer portés la placa.

## Història
La idea original que la nau Pioneer ha de portar un missatge de la humanitat, va ser esmentat per primera vegada per Eric Burgess. Es va apropar a Carl Sagan, que havia donat conferències sobre la comunicació amb la vida extraterrestre intel·ligent en una conferència a Crimea.
Sagan es va entusiasmar amb la idea d'enviar un missatge amb la nau Pioneer, i la NASA va estar d'acord amb el pla i li va donar tres setmanes per preparar un missatge. Frank Drake va dissenyar la placa, i l'obra d'art va ser dissenyada per Linda Salzman Sagan, l'esposa de Carl Sagan.
Ambdues plaques van ser fabricades en Gravadors de precisió, a  Sant Carles, Califòrnia.
La primera placa es va llançar amb la Pioneer 10 el 2 març de 1972, i la segona va seguir amb la Pioneer 11 el 5 d'abril de 1973.

## Interpretació
La placa ha estat criticada pel feminisme i els moviments d'igualtat de gènere per la iconografia de les seves figures humanes, que mostren dues figures occidentals d'una mateixa raça. Des del punt de vista de gènere, a més, presenten un home actiu, que saluda, i en canvi una dona més endarrerida i inclinada vers l'home, que no fa res.